# Mauricio Prieto
Mauricio Prieto, vollständiger Name Mauricio Prieto Garcés, (* 26. September 1987 in Montevideo) ist ein uruguayischer ehemaliger Fußballspieler.

## Karriere

### Verein
Mauricio Prieto gehörte zu Beginn seiner Karriere ab 2007 dem Kader des Erstligisten River Plate Montevideo an. Für die Montevideaner erzielte er in der Saison 2008/09 zwei Ligatreffer. In der nachfolgenden Spielzeit 2009/10 kam er 19-mal (ein Tor) in der Primera División sowie mindestens viermal (kein Tor) in der Copa Sudamericana zum Einsatz. Auch die erste Phase der Saison 2010/11 „Darseneros“ und lief 18-mal (kein Tor) in der höchsten uruguayischen Spielklasse und zweimal (kein Tor) in der Copa Sudamericana auf. Im März 2011 wechselte er noch in der laufenden Saison auf Leihbasis nach Russland zu Kuban Krasnodar. Ohne einen Ligaeinsatz für die Russen kehrte er bereits Ende Juli 2011 nach Uruguay zum leihgebenden Verein zurück. In der nun folgenden Spielzeit 2011/12 bestritt er 29 Erstligaspiele und traf einmal ins gegnerische Tor. Erneut verließ er River Plate Montevideo am Saisonende und schloss sich zunächst im Rahmen einer weiteren Ausleihe dem chilenischen Verein Santiago Wanderers an. Im Juni 2013 verlängerte er seinen Vertrag beim Klub aus Santiago um weitere zwei Jahre. Auch dieser Verlängerung lag ein Leihgeschäft mit River Plate Montevideo zugrunde. Die Transferrechte an Prieto lagen im Dezember 2014 jeweils teilweise beim uruguayischen und chilenischen Klub. Für die Chilenen absolvierte er 114 Erstligaspiele und schoss sechs Tore. Zudem lief er 16-mal (ein Tor) in der Copa Chile auf. Prieto wechselte Ende August 2016 nach Bolivien zum Club Bolívar, für den er 33 Ligaspiele (vier Tore) und drei Partien (kein Tor) in der Copa Sudamericana 2017 bestritt.

### Nationalmannschaft
Prieto war 2007 Mitglied der uruguayischen U-20-Auswahl. Mit dieser nahm er an der U-20-Weltmeisterschaft 2007 in Kanada teil und kam in den beiden Begegnungen gegen Spanien und Sambia zum Einsatz. Er gehörte überdies dem uruguayischen Aufgebot an, das bei den Panamerikanischen Spielen 2011 die Bronzemedaille gewann.

### Erfolge
- Bronzemedaille Panamerikanische Spiele 2011